# Acacia bynoeana
Acacia bynoeana är en ärtväxtart som beskrevs av George Bentham. Acacia bynoeana ingår i släktet akacior, och familjen ärtväxter. Inga underarter finns listade i Catalogue of Life.